# Newatim
Newatim (hebr. נבטים; oficjalna pisownia w ang. Nevatim) – moszaw położony w Samorządzie Regionu Bene Szimon, w Dystrykcie Południowym, w Izraelu.
Moszaw jest położony na północnej części pustyni Negew, w odległości około 54 kilometrów od Morza Śródziemnego i 9 kilometrów na wschód od miasta Beer Szewy. Na północ od moszawu rozciąga się wadi strumienia Beer Szewa.
W jego otoczeniu znajduje się miasta Beer Szewa, Tel Szewa i Segew-Szalom, beduińskie wioski Abu-Isa, al-Rafa'ia, Bir Abu al-Hamam, al-Athamim, Abu Subajla i Abu Kuwajdar al-Afawi. Na wschód od moszawu jest baza lotnicza Newatim.

## Demografia
Liczba mieszkańców Newatim:

## Historia
Kibuc Newatim został założony w nocy z 5 na 6 października 1946, jako jedno z jedenastu osiedli żydowskich utworzonych w północnej części pustyni Negew w ramach operacji „11 Punktów na Negewie” (hebr. הנקודות, 11 HaNekudot) realizowanej przez Agencję Żydowską. Założycielami kibucu była grupa żydowskich imigrantów z Węgier.
Podczas I wojny izraelsko-arabskiej w maju 1948 kibuc został odcięty przez wojska egipskie i do końca wojny znajdował się w całkowitej izolacji. Dostawy zaopatrzenia docierały za pomocą zrzutów z powietrza. Podczas oblężenia wioska znacznie ucierpiała od egipskiego ostrzału. Dopiero w październiku Siłom Obronnym Izraela udało się przełamać egipskie linie i dotrzeć do kibucu. Po wojnie mieszkańcy opuścili zniszczony kibuc i przenieśli się do moszawu Ha-Jogew na północy kraju. W następnych latach w miejscu tym znajdował się posterunek wojskowy, który pilnował aby Beduini nie rozkradli pozostałości dobytku.
W 1954 roku nastąpiła odbudowa Newatim, już jako moszaw. Został on założony prawie w tym samym miejscu co jego pierwotna lokalizacja. Pierwszymi mieszkańcami byli imigranci z Indii.

## Kultura, sport i edukacja

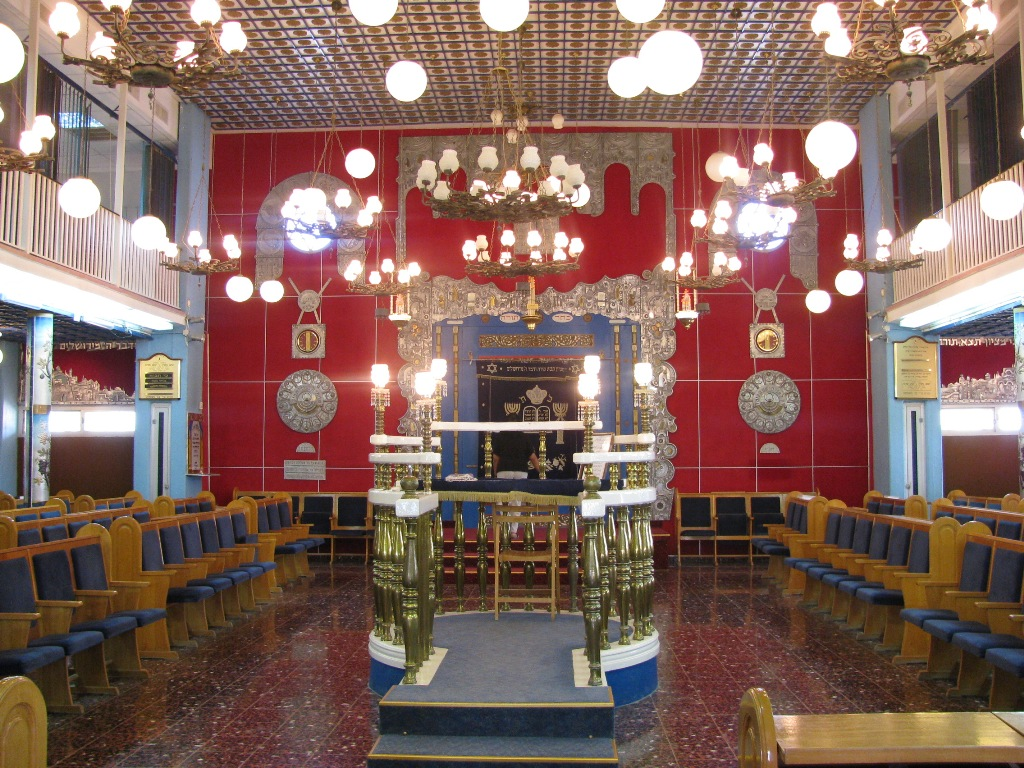
Synagoga w Newatim

W moszawie znajduje się ośrodek kultury z biblioteką. Imigranci z Indii utworzyli w wiosce muzeum prezentujące bogactwo ich kultury.
Z obiektów sportowych jest basen pływacki, sala sportowa z siłownią oraz boiska do piłki nożnej i koszykówki.
W moszawie jest również ośrodek zdrowia i dom opieki nad osobami starszymi.
Moszaw utrzymuje przedszkole. Starsze dzieci są dowożone autobusami do szkół w Beer Szewie.

## Religia
Moszaw posiada własną synagogę i mykwę.

## Gospodarka
Gospodarka moszawu opiera się na intensywnym rolnictwie i hodowli kwiatów. Jest tutaj ferma drobiu, warsztat mechaniczny i sklep wielobranżowy.
Część mieszkańców jest zatrudniona w obsłudze ruchu turystycznego, podczas gdy pozostali dojeżdżają do zakładów przemysłowych w rejonie Beer Szewy, Ne’ot Chowaw i Dimony.

## Komunikacja
Z moszawu wyjeżdża się na południe na drogę ekspresową nr 25 (Nachal Oz-Beer Szewa-Arawa), którą jadąc na zachód dojeżdża się do miasta Beer Szewy, lub jadąc na wschód dojeżdża się do miasta Ar’ara ba-Negew.